# Чесма (лінійний корабель, 1849)
«Чесма» (рос. дореф. «Чесьма») — 84-гарматний вітрильний лінійний корабель Чорноморського флоту Російської імперії. Учасник Сінопської битви 18 листопада 1853 року.

## Опис
Вітрильний двопалубний 84-гарматний лінійний корабель, водотоннажність корабля становила 4030 тонн, довжина між перпендикулярами — 59,7 метра, довжина по гондеку — 60,2 метра, ширина — 17,4 метра, осадка — 7,2 метра. Екіпаж корабля складав 740 осіб.
Озброєння корабля в різні роки становило різну кількість гармат. Так, спочатку озброєння «Чесми» складалося з чотирьох 68-фунтових короткоствольних бомбичних і двадцяти восьми 36-фунтових довгоствольних гармат на нижній палубі. На верхній палубі розміщувалися тридцять дві 36-фунтові короткоствольні гармати. Ще вісім 18-фунтових довгоствольних гармат, десять 36-фунтових, дві 24-фунтові і дві 8-фунтові карронади знаходилися на баці і чвертьпалубі.
У 1853 році склад батареї дещо змінився. З озброєння на баці й чвертьпалубі залишили тільки десять 36-фунтових карронад, натомість на кормі було додано вісім 18-фунтових карронад.
У 1854 році озброєння корабля складалося з чотирьох 68-фунтових бомбичних гармат і двадцяти восьми 36-фунтових довгоствольних гармат на нижній палубі, тридцяти двох 36-фунтових короткоствольних гармат на верхній палубі, двадцяти 24-фунтових карронад на баці і чвертьпалубі, а також шести 18-фунтових карронад на кормі.
Корабель названо на честь перемоги російського над турецьким флотом 26 червня 1770 року в Чесменському бою, він був четвертим із п'яти вітрильних лінійних кораблів російського флоту, названих цим ім'ям.

## Історія
Закладений у Миколаєві на стапелі Миколаївського адміралтейства 26 липня 1842 року, головний будівник — підполковник корпусу корабельних інженерів І. С. Дмитрієв. Після спуску на воду 23 жовтня 1849 року, 10 листопада наступного року перейшов до Севастополя і увійшов до складу Чорноморського флоту Російської імперії.
Під час військової кампанії Російської імперії 1851 і 1852 років у складі ескадр кораблів Чорноморського флоту брав участь у практичних плаваннях у Чорному морі. Під час кампанії наступного 1853 року з червня по серпень також брав участь у практичному плаванні, зокрема під час навчальної атаки флоту на Севастопольський рейд 12 серпня перебував на боці атакувальників. У кампанію того ж року з 17 вересня по 2 жовтня у складі ескадри віцеадмірала П. С. Нахімова брав участь у перевезенні військ із Севастополя до Сухум-Кале для посилення оборони на Кавказі. Так, на кораблі було перевезено 935 солдатів і офіцерів Віленського полку 13-ї дивізії.

### Під час Кримської війни
Брав участь у Кримській війні. 11 жовтня 1853 року вийшов із Севастополя до анатолійського берега для пошуку турецьких суден у складі ескадри віцеадмірала П. С. Нахімова.
Протягом 8—10 листопада ескадра витримала сильний шторм, через який кілька кораблів отримали серйозні ушкодження. Нахімов був вимушений відправити на ремонт до Севастополя кораблі «Хоробрий» і «Святослав», і фрегат «Кулевчі». З ними пішов паровий фрегат «Бессарабія» з донесеннями. З рештою трьома кораблями, «Чесма», «Імператриця Марія» і «Ростислав» і бригом віцеадмірал вирушив до Сінопа, щоб знищити турецький загін, який стояв там. Цього ж дня фрегат «Кагул» доставив відомості про турецьку ескадру Ф. М. Новосильському, який крейсував біля Севастополя, але той замість допомоги Нахімову повернувся на головну базу, а «Кагул» попрямував назад на свій пост.
11 листопада, наблизившись до Сінопа на 2 милі, Нахімов виявив там значно більші сили. Нахімов ухвалив рішення блокувати порт до прибуття підкріплення. На наступний день за наказом О. С. Меншикова Новосильський вийшов із Севастополя на допомогу Нахімову з п'ятьма кораблями, але дорогою на кораблях «Селафиїл» і «Уриїл» почалося затікання води, що змусило їх покинути ескадру і повернутися до Севастополя. 16 листопада ескадра Новосильського з кораблів «Три Святителі», «Великий князь Костянтин» і «Париж» приєдналася до ескадри Нахімова коло мису Пахіос, посиливши її вдвічі.
17 листопада 1853 року до ескадри приєднався фрегат «Кулевчі», що доставив Нахімову припис О. С. Меншикова за можливості щадити місто Сіноп, щоб не дати європейським країнам приводу до війни. Нахімов, побоюючись підходу до противника підкріплень, вирішив наступного дня розпочати бій.

#### Сінопська битва

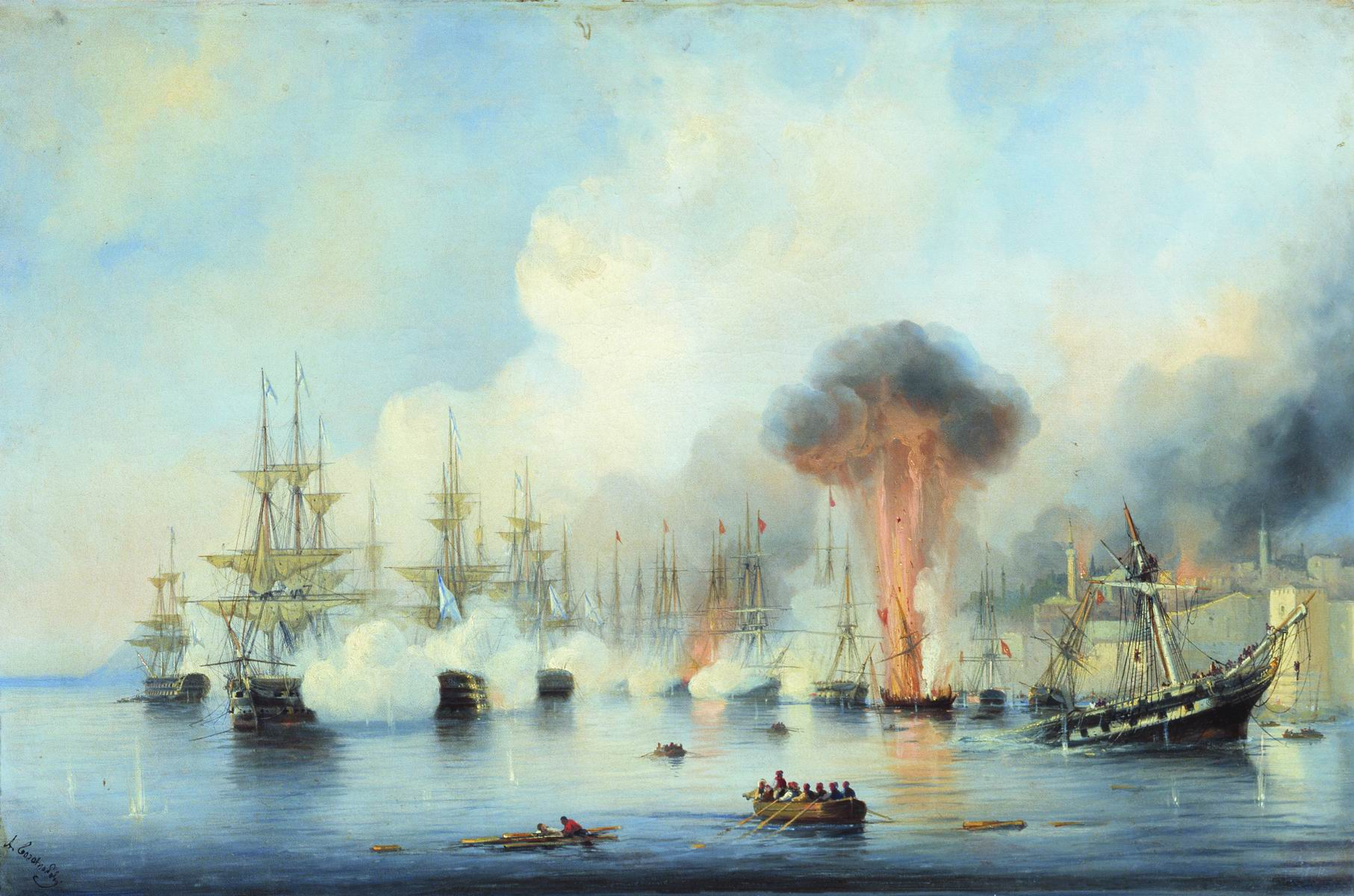
Сінопська битва 18 листопада 1853 року на картині О. П. Боголюбова, 1860 рік

Креслення бойових пошкоджень лінійного корабля «Чесма»

Переночувавши за 10,5 миль на північний схід від Сінопського перешийка, російська ескадра вишикувалася у дві колони: праву повів Нахімов на флагманському кораблі «Імператриця Марія», за яким слідували «Великий князь Костянтин», «Чесма» і фрегат «Кагул». Ліву колону вів Ф. М. Новосильський.
Ставши на шпринг навпроти батареї № 4, корабель відкрив вогонь. Згодом допомагав кораблю «Великий князь Костянтин» вогнем по фрегату «Навек-Бахрі», доки той не вибухнув від ядра, що влучило в пороховий льох.
Підійшовши до свого місця на відстань в 50 саженів (107 метрів), «Чесма» продовжив вести вогонь проти берегових батарей № 3 і 4, що підтримували лівий фланг турецької бойової лінії. В цей час турецьке ядро перебило шпринг і корабель почало розвертати за вітром носом до турецького вогню. Завівши новий верп, який про всяк випадок був готовий на баркасі, корабель завернув бортом до ворога і наново відкрив вогонь з іншого, вже протилежного борту. Зосередивши свій вогонь на батареї № 4 і придушивши її, «Чесма» переніс вогонь на батарею № 3.
У донесенні про битву П. С. Нахімов зазначав: «Корабель «Чесма» (капітан 2-го рангу Мікрюков) до вибуху ворожого фрегата «Навек-Бахрі» діяв також по ньому та по батареях № 4 і № 3, потім, повернувши до батарей, зірвав обидві».
За чотири години Сінопської битви корабель зробив 1539 пострілів. Під час бою були поранені чотири людини з екіпажу, а сам корабель отримав ушкодження грот-щогли, бушприта і двадцять настільки серйозних пробоїн, що на ремонт знадобилося півтора місяця.
За відмінність у битві командир корабля капітан 2-го рангу В. М. Мікрюков 18 грудня 1853 року був проведений у капітани 1-го рангу.

#### Подальша доля
Незабаром на російську ескадру доставили полонених з корвета «Фейзі-Меабуд» та інших ворожих суден. На кораблі «Чесма» було розміщено полонених турецьких матросів, а на пароплаві «Одеса» — турецьких офіцерів.
22 листопада корабель повернувся до Севастополя, а в грудні того ж року був поставлений на рейді в бойовій готовності. У листопаді наступного 1854 року силами екіпажу корабля в районі 5-го бастіону був побудований Чесменський редут. 12 лютого 1855 року артилерійським вогнем брав участь у відбитті штурмів Селенгінського і Волинського редутів французькими військами.
28 серпня 1855 року лінійний корабель «Чесма» був затоплений на Севастопольському рейді під час залишення міста гарнізоном. Після війни під час розчищення Севастопольської бухти в жовтні 1861 року корабель був піднятий по частинах.

## Командири
- П. І. Щербачов (29 листопада 1845 — 26 листопада 1847);
- В. А. Іванов (1850 — 6 грудня 1851);
- В. М. Мікрюков (6 грудня 1851 — 1853).